# Vittorio Trento
Répertoire
opéras, ballets
Vittorio Trento (Venise, vers 1761 - décédé peut-être à Lisbonne en 1833) est un compositeur italien d'opéras et de ballets.

## Biographie
Il a été formé musicalement au Conservatorio dei Mendicanti à Venise et a reçu l'enseignement de Ferdinando Bertoni. Il a commencé son activité comme compositeur de ballets qui étaient dansés pendant les  entre-actes des opéras. La première œuvre de ce genre, la Mastino della Scala, a été écrite en 1783 et ensuite, jusqu'en 1803, il a produit environ 50 ballets, qui étaient principalement représentés dans les théâtres de Venise, où il a également servi en tant que claveciniste (d'abord au Teatro San Samuele puis au Théâtre de la Fenice).
Il a fait ses débuts comme compositeur d'opéras en 1789 à Vérone avec l'action théâtrale Orfeo negli Elisi. En 1801, il a fait représenter une farce très réussie Quanti casi in un sol giorno. Puis il a essayé d'écrire pour l'opera seria, mais il n'a reçu qu'un accueil modéré. Puis il a beaucoup voyagé en Europe: en 1806, il a travaillé activement à Amsterdam en tant que maître de concert de la compagnie d'opéra italien. En 1809, il était à Lisbonne, à Londres, entre 1811 et 1812 pour donner son opéra La Climène. Il est retourné en Italie en 1817, où il a mis en scène à Naples, Rome et Venise plusieurs de ses œuvres, mais sans succès. En fait, dans les théâtres italiens avaient commencé à triompher les opéras de Rossini.
Son ballet le plus célèbre est Triumph of Love (aussi connu sous le nom de La forza dell'amore) composée en 1797 pour le Drury Lane à Londres.

## Source
- (it) Cet article est partiellement ou en totalité issu de l’article de Wikipédia en italien intitulé « Vittorio Trento » (voir la liste des auteurs).